# Maria Neide
Maria Christiana Neide (geborene Andreas, * 2. Oktober 1780 in Wettin; † 24. Oktober 1831 in Magdeburg) war eine für ihren Einsatz gegen eine Cholera-Epidemie bekannt gewordene Krankenschwester.

## Leben
Neide heiratete 1805 den Arzt und späteren Magdeburger Stadtphysikus Friedrich August Neide. Aus der Ehe gingen sieben Kinder hervor. Zumindest in den 1810er Jahren lebte Neide an der Adresse Schwerdfegerstraße 20, in den 1820er Jahren in der Stephansbrücke 1.
Maria Neide war für ihr soziales Engagement bekannt. Im Jahr 1831 brach in Magdeburg eine Cholera-Epidemie aus. Maria Neide übernahm die Leitung und die Organisation von 19 freiwilligen Krankenwärterinnen. In dem von ihr bewohnten Haus in der Junkerstraße 12 eröffnete sie eine Sammelstelle für Bettwäsche und Kleider.
Maria Neide erlag selbst dieser Cholera-Epidemie.

## Gedenken

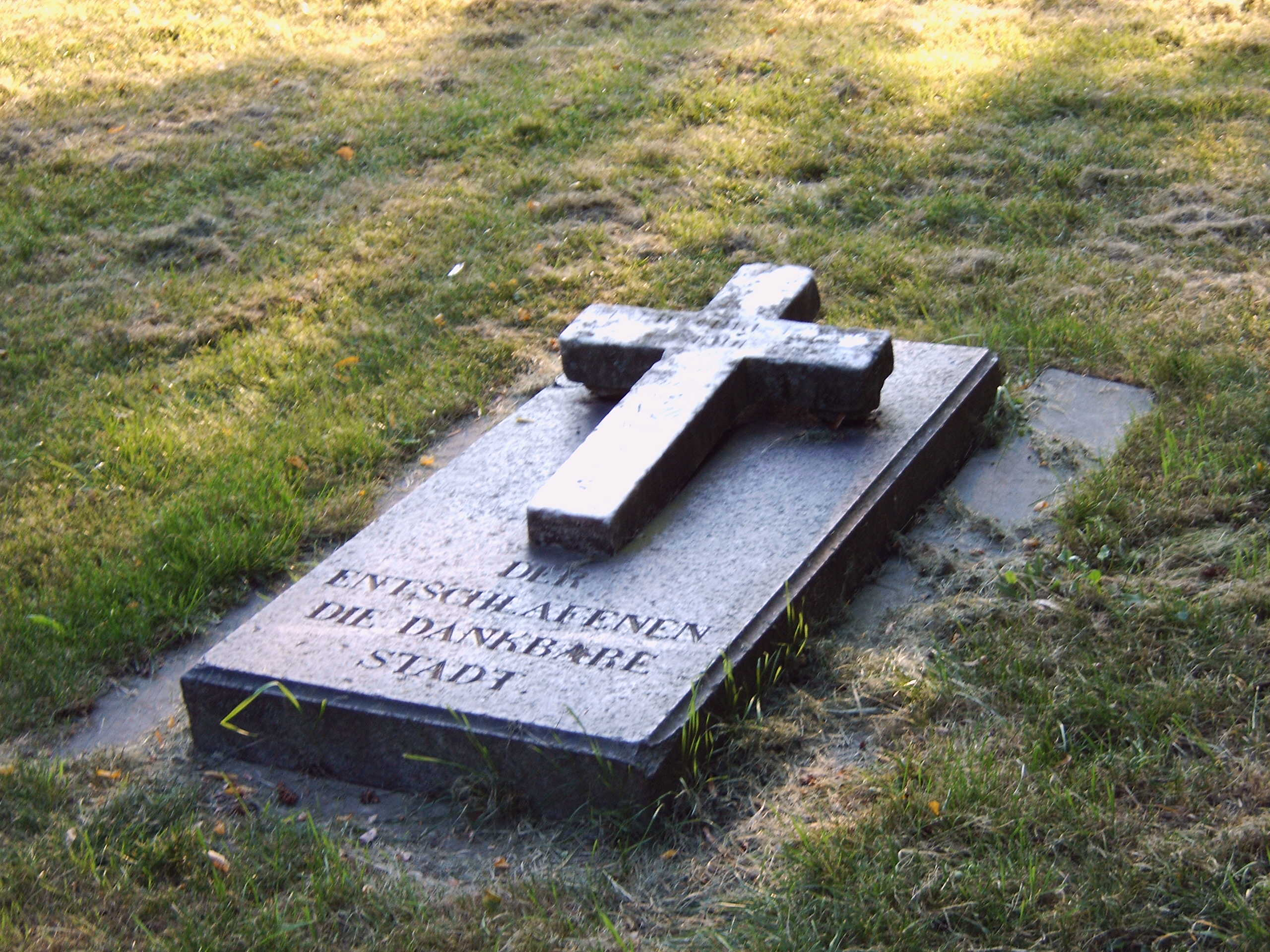
Grabkreuz im Nordpark

Auf dem damaligen Friedhof und heutigen Nordpark der Stadt wurde für sie ein noch heute bestehendes Grabkreuz errichtet. Es trägt die Aufschrift: „Sie half, wo Not war / Der Entschlafenen Die dankbare Stadt“. Die Stadt Magdeburg benannte ihr zu Ehren eine Straße als Maria-Neide-Straße.